# 圖-144

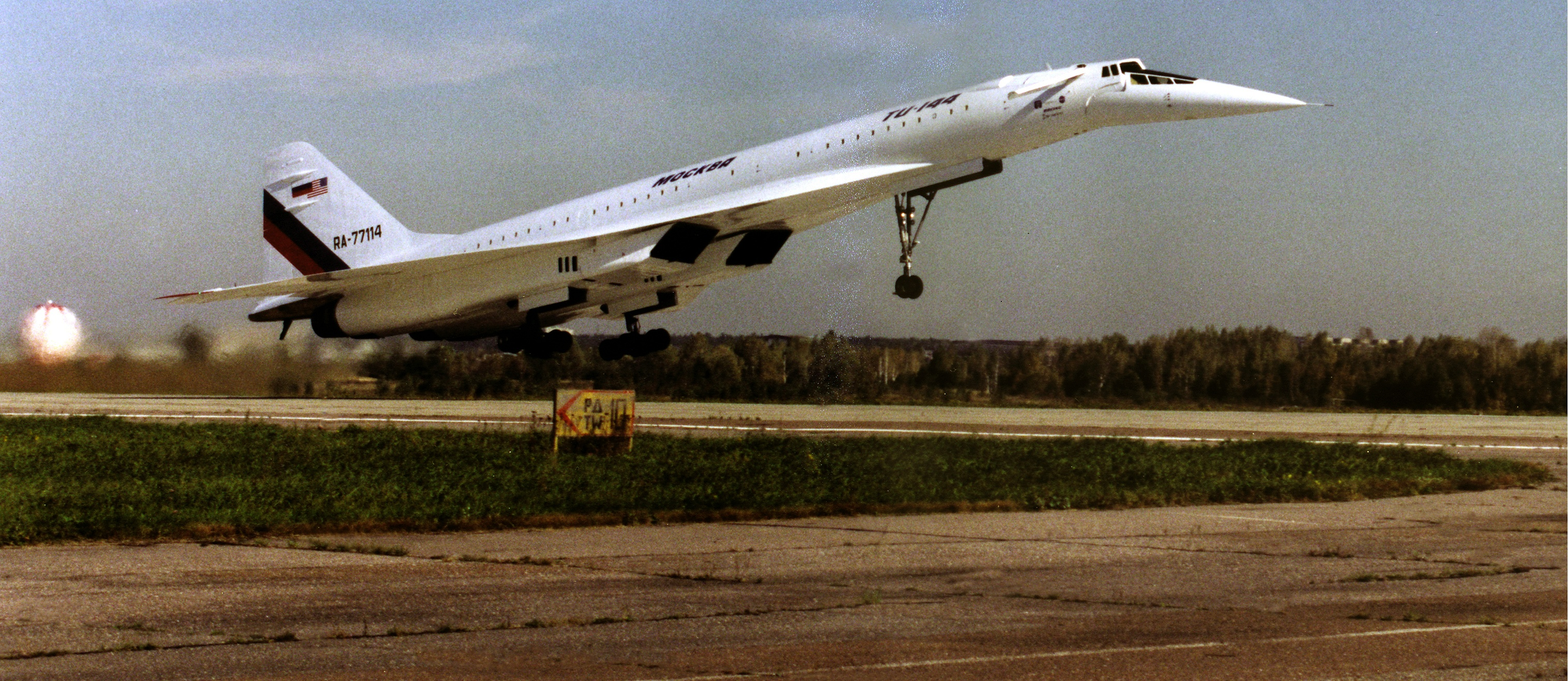
正在起飛中的Tu-144LL

圖-144（俄语：Ту-144，羅馬化：Tu-144，北約代號稱為戰馬（Charger）），是世界上第一款超音速客機，由蘇聯圖波列夫公司製造。

## 歷史
一开始，当苏联领导层听说法国与英国将合作开发超音速飞机后就立即下令开始研发苏联自己的“超音速客机”。传说图-144的設計是源自法國的協和飛機，当时苏联的设计局得到了协和式的总装图；而代价是一个完整的间谍网被破坏，一些苏联商务人员被驱逐出英法地区。实际上尽管Tu-144在外觀與协和式较為相似，但在設計上有很大的不同，兩者是分開研製的。有趣的是法国也曾偷拍苏联图-144客机及其发动机的详细结构。圖-144原型產品於1968年12月31日在莫斯科附近首次試飛，時間方面比協和機的試飛早兩個月。圖-144於1969年6月5日突破音障，並於同年7月15日的營運中達到2馬赫的速度。

## 特徵
外形上图-144 的机身比协和式长而且宽，图-144 式内部则采用每排 5 座而不是协和式的每排 4 座。图-144 的发动机更紧贴机身，而不是协和式那样分得较开。圖-144的機頭兩側裝有細條狀的鴨翼，在起飛和著陸時使用。这两个特徵上的区别对飞行影响很大。此外，两者的内部油箱配置也有巨大差别。Tu-144的主起落架有較多的輪子，而且採用低壓輪胎。原型機СССР-68001的主起落架由兩組六輪起落架組成，類似波音777和圖-154的設計；量產型則改為以八個輪為一組的主起落架。
兩款超音速客機在外觀上最大的分別是協和號採用的S形前緣三角翼，以此适应从起飞至全速飞行，高低速大跨度上的不同气动需求；而圖-144採用的是速度跨度不及协和式的简单雙三角翼，因此以可折叠机头鸭翼作为低速起降时的补充。协和飞机只利用S形前緣三角翼即能适应较大跨度速度的飞行，並免除了鴨翼對飛機帶來的複雜化。图-144可折叠的鸭式前翼则大大改善了低速飞行和起落时的控制性能。再次证明圖-144在技術上和协和式沿用不同的设计理念。多年后英法在研制协和式的后继机时也增加了鸭式前翼，用以进一步该改善原设计S前缘三角翼在低速時的表現，但此时已无法获得新的订单，因此此改型一直未得生产。

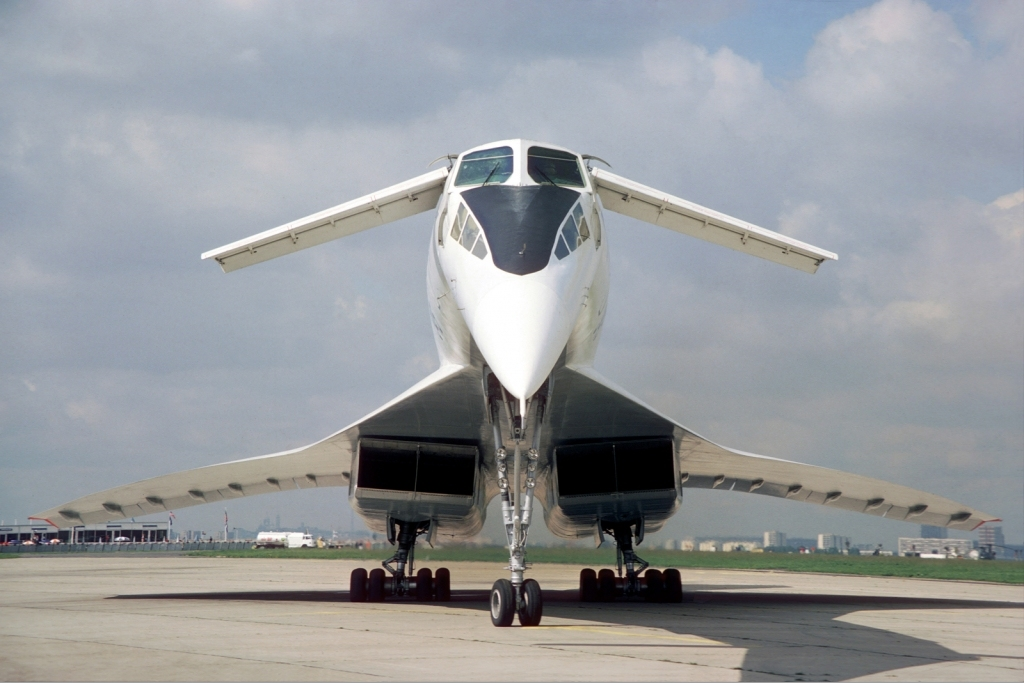
图-144正面视图，可见其独特的可伸缩式机头小翼

另一重大差別是發動機安裝位置。協和號的發動機在機翼下側中部，圖-144飛機在翼根之下。這種差別導致了兩架飛機的氣動特徵、發動機控制完全不同。在收起起落架時，Tu-144和協和號的方式也有所不同，協和號將起落架直接收在機腹中，Tu-144來得複雜得多，首先它需要將機輪組向上180度接起，之後再收入特長的引擎筒中。

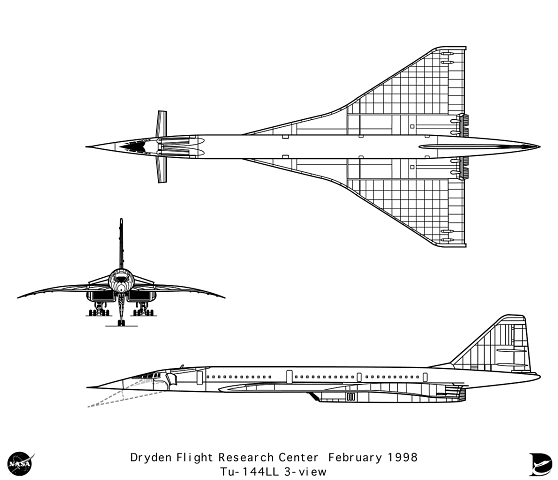
圖-144飛機三視圖，可見發動機在翼根之下

Tu-144和協和機另一個不同之處，在於著陸時的制動方式，Tu-144采用民航飞机中罕见的阻力伞，给航班运营带来了不小的麻烦。協和號和普通民航客機一樣，著陸後利用反推力和制動器減速，但图-144的起飞着陆速度很高，引擎也沒有配備反推器，以至于有必要使用減速傘協助減速，不利於商業運行，這也是世界上最後一款採用減速傘減速的客機。
由於其獨特的定位，Tu-144在登場後很快就成為蘇聯彰顯國家技術能力的工具。但同英法研制的协和式相比，機艙內噪音震耳欲聾，實際上並不適合載客。

## 服役
Tu-144S型客機於1975年12月26日起開始服役，提供貨運及郵政服務，來往莫斯科與哈薩克的阿拉木圖之間。至1977年11月始提供載客服務，但在1978年5月23日的空難發生後，俄羅斯國際航空（Aeroflot）於6月1日把圖-144退出客運行列，其載客服務只歷時半年，以及共完成55次航班，載客總數僅有3284人。
圖-144在退出客運後，貨運服務沒有終止，俄航使用新型的Tu-144D型飛機，配備更省油的RD-36-51引擎，其航線可以更長，可來往莫斯科與哈巴羅夫斯克之間。在飛機脫離商用服務以前，共完成了102次客運及貨運的正式航班。
Tu-144在1980年代仍有服役，更奇怪的是工廠也還在製造，但這些飛機大多沒有固定航線，只提供額外及非正式的航班，已知的最後一班圖-144飛於1987年，由克里米亞飛往基輔。
至1990年，美國太空總署（NASA）有意投入高速研究計畫（High Speed Research，HSR），作為發展次世代超音速運輸系統（Supersonic Transport，SST）的基礎。圖波列夫、NASA、麥道與波音等等幾大機構合作把TU-144重生，發展出TU-144LL，作為HSR的研究用機。但1999年時，因成本及經濟效益問題，NASA終止HSR計劃，TU-144再一次回到被遺棄的停機坪。在2001年左右，一名美國人在網路拍賣購得了這架Tu-144LL，但由於买家资金不足，俄方不會向他提供零件，使得Tu-144LL只能擱置在地面上。

## 意外
在1973年6月3日舉行的巴黎航空展中，協和飛機與圖-144——世界僅有的兩種超音速客機——同台進行飛行表演。一架編號77102的量產型Tu-144S在進行最後一次通場後在爬升過程中，突然轉為猛烈的俯衝，隨後在空中解體並波及15棟地面建築。機上6名機組人員與地面8人遇難，隨機表演的圖-144主任設計師弗拉基米爾·連杰羅夫也一同遇難。苏联官方的说法是一架法国飞机紧贴图144导致飞行员操纵失误，并且隐藏黑匣子直到苏联解体才公布黑匣子数据。

## 生產
圖波列夫設計局共製造出16架圖-144客機，計有1架原型機（編號：СССР-68001）、1架預產型Tu-144S（СССР-77101）、9架量產型Tu-144S（СССР-77102至77110），以及5架Tu-144D型（СССР-77111至77115）。在製造68001期間，另製造了至少1個機體，用作地面測試之用。在引擎方面，Tu-144S使用NK-144渦輪扇引擎，Tu-144D使用推力更大的RD-36-51引擎，比NK-144更省油，在超音速飛行時不需使用後燃器，以及續航距離更長。
Tu-144LL的機體和量產型Tu-144大致相同，但使用來自Tu-160超音速戰略轟炸機的NK-321引擎，每具推力超過50,000磅，是Tu-144所使用過之中推力最大的引擎。

## 收藏品
圖-144一直不被視為是成功的機種，服役期間又短，導致市場上一直缺乏圖-144的收藏品。至2011年，烏克蘭的ICM（ICM Holding Company）才推出1/144比例的Tu-144及Tu-144D的縮比模型。在之前，只有愛德美（Academy）與西方模型（Western Model）等少數幾家模型廠商曾推出過Tu-144的縮比模型產品，比例由1/700至1/200不等。直至2012年，德国Herpa推出了两款图-144的模型，比例为1/500，打破了图-144缺乏相关收藏品的尴尬。
Modelsvit 是乌克兰的模型開發商. 有推出1/72 的圖-144模型.

## 基本資料[3]
- 機員：3
- 載客量：最高載客量為120-140人，但通常只載70至80名乘客
- 全長：65.50 m（215.54 ft）
- 翼展：28.80 m（94.48 ft）
- 全高：10.50 m（34.42 ft）
- 翼面積：438.0 m²（4,715 ft²）
- 空重：85,000 kg（187,400 lb）
- 載重：120,000 kg（264,555 lb）
- 最大起飛重量180,000 kg（397,000 lb）)
- 發動機：4× Kolesov RD-36-51无後燃器渦輪噴氣發動機，每個240 kN
- 內載燃油重：70,000 kg（154,000 lb）

### 性能表現
- 極速：  2.35馬赫（2878.75 km/h，1,358 mph）
- 航程：
  - Tu-144LL:   6,500 km，當開啟後燃器後以全速飛行為2,920 km（3,500 nm, 4,000 mi）
- 實用昇限：18,000 m（59,100 ft）
- 爬昇率：: 3,000 m/min（9,840 ft/min）
- 翼負荷：410.96 kg/m²（84.20 lb/ft²）
- 推重比：0.44

## 外部連結
- （英文）Tu-144LL歷史介紹與圖片集（NASA德萊頓飛行研究中心）